# 小湊潔
小湊 潔（こみなと きよし、1893年（明治26年）- 1974年（昭和49年））は、日本の化学者、理研化学工業社長。

## 経歴
茨城県水戸市生まれ。1914年茨城県立工業学校応用化学科卒、17年上田蚕糸専門学校製糸科卒、満鉄中央試験所勤務、志賀潔に見出され、京城医学専門学校助教授、1927年京都帝国大学農学部入学。30年卒業、36年ニンニクの無臭有効成分をスコルヂニンと命名。40年日生化学研究所を設立。1953年「「にんにく」の生化学的研究」で京大農学博士。紫綬褒章、勲三等瑞宝章受勲。理研化学工業社長。「にんにく博士」として知られた。
次男の小湊壌（ゆずる、1940 - ）はのち理研化学工業社長。

## 著書
- 『にんにくの神秘』叢文社 1972
- 『にんにく新発見 にんにくの神秘・続編』小湊壌、西村昇二共著、叢文社 1986

## 参考
- 『にんにくの神秘』著者紹介
- 『人物物故大年表』
- 『人事興信録』

## 注
1. ↑  国会図書館では1972年没だが、『人物物故大年表』では74年没。